# Max Anstie
Max Anstie (Winchester, 25 april 1993) is een Brits motorcrosser.

## Carrière
Anstie blonk in zijn jeugd vooral uit in de supercross. Zo won hij onder andere viermaal het Britse Supercrosskampioenschap en werd hij drie keer "Prins van Bercy". Hij werd ook Nederlands Kampioen motorcross bij de jeugd, waar hij een rivaal was van Jeffrey Herlings.
In 2009 besloot Anstie te gaan rijden in de Verenigde Staten. In zijn eerste jaar, met KTM, werd hij achttiende in het outdoor-kampioenschap. In 2010 stapte hij over op Yamaha. Hij werd negende in de supercross en twintigste in het motorcrosskampioenschap. Dat jaar nam hij ook deel aan de Grand Prix van de Verenigde Staten in het Wereldkampioenschap motorcross MX2. Hij behaalde slechts enkele punten.
In 2011 keerde hij terug naar het WK Motorcross, en ging voor Kawasaki het WK MX2 rijden, als ploegmaat van Tommy Searle. Anstie was regelmatig in de top vijf terug te vinden en stond op het podium in de laatste Grand Prix van het seizoen. Hij werd zesde in de eindstand. Door onenigheden met het team verliet Anstie Kawasaki en kwam in 2012 uit op Honda. Anstie had het moeilijker dat seizoen aangezien de Honda geen fabrieksmateriaal was, maar behaalde opnieuw eenmaal een podiumplaats en werd zevende in het eindklassement. In 2013 werd Anstie opgenomen in het fabrieksteam van Suzuki, maar hij kwam dat seizoen nooit echt tot topresultaten, en behaalde ook geen podia. Anstie werd pas tiende dat seizoen. In 2014 kwam Anstie opnieuw uit op Yamaha, maar kende veel pech. De motor liet het vaak afweten waardoor Anstie in het begin van het seizoen een zege in rook zag opgaan. Hij stond wel tweemaal op het podium en behaalde de eerste Grand Prix-overwinning uit zijn carrière in het zand van Lommel. Anstie sloot het seizoen af als twaalfde. Anstie bleef bij hetzelfde team voor 2015, dat overschakelde van Yamaha naar Kawasaki-motoren. Hij wist drie Grands Prix te winnen en stond eenmaal op het podium, goed voor de derde plaats in de eindstand.

## Palmares
| 1 | 02-03-2013 | Qatar               | Losail              |
| 2 | 03-08-2014 | België              | Lommel              |
| 3 | 12-07-2015 | Letland             | Ķegums              |
| 4 | 02-08-2015 | België              | Lommel              |
| 5 | 23-08-2015 | Lombardije (Italië) | Mantova             |
| 6 | 31-07-2016 | België              | Lommel              |
| 7 | 07-08-2016 | Zwitserland         | Frauenfeld-Gachnang |